# قسم كيسم الريفي (مقاطعة آستانة أشرفية)
قسم کیسم الريفي (بالفارسية: دهستان کیسم) هي منطقة سكنية تقع في إيران في قسم. يقدر عدد سكانها بـ 10,294 نسمة .